# Johannes Bisselius
Johannes Bisselius SJ (* 20. August 1601 in Babenhausen; † 9. März 1682 in Amberg) war ein deutscher Jesuit, Historiker und neulateinischer Dichter.

## Leben
Als Johannes Bissel geboren, trat er nach seiner Schulausbildung in der Babenhauser Lateinschule und Studium an der Dillinger Universität 1621 in den Jesuitenorden ein. Er war in Ingolstadt Lehrer für Rhetorik, Philosophie und Kontroverstheologie. Von 1652 bis zu seinem Tod war er Prediger in Dillingen an der Donau. Er verstarb am Jesuitenkolleg in Amberg als kurfürstlich bayerischer Hofbiograph und Studienpräfekt.

## Ausgaben und Übersetzungen
- Lutz Claren u. a. (Hrsg.): Johannes Bisselius: Deliciae Veris – Frühlingsfreuden. Lateinischer Text, Übersetzung, Einführungen und Kommentar. De Gruyter, Berlin 2013, ISBN 978-3-11-031449-6